# Jéssica Cavalheiro
Jéssica Bruin Cavalheiro (ur. 1 sierpnia 1991 w Belo Horizonte, Minas Gerais) – brazylijska pływaczka specjalizująca się w stylu wolnym.

## Życiorys
Jéssica Cavalheiro urodziła się 1 sierpnia 1991 roku w Belo Horizonte w stanie Minas Gerais w Brazylii. Swoją karierę jako pływaczka rozpoczęła w październiku 2011 roku w wieku 20 lat podczas 16. Igrzysk Panamerykańskich w Guadalajarze w Meksyku, zdobywając srebrny medal w sztafecie na 4x200 metrów stylem wolnym. Oprócz zdobycia srebrnego medalu wystartowała również w dyscyplinie na 200 metrów stylem wolnym i tym samym zajmując szóste miejsce.
Dwa lata później po występie na Igrzyskach Panamerykańskich w Guadalajarze, Cavalheiro pojawiła się na Mistrzostwach Świata w pływaniu w Barcelonie w Hiszpanii, zajmując dziesiąte miejsce w sztafecie na 4x200 metrów stylem wolnym razem z Manuellą Lyrio, Caroliną Queiroz oraz Larissą Oliveirą.
Rok później w marcu 2014 roku Cavalheiro wystąpiła na Igrzyskach Ameryki Południowej w Santiago w Chile, zdobywając złoty medal w sztafecie na 4x200 metrów oraz brązowy na 200 metrów stylem wolnym.